# Bernard Ayandho
Bernard Christian Ayandho, né le 15 décembre 1930 à Bangassou (Oubangui-Chari) et mort le 18 décembre 1993 dans le 18e arrondissement de Paris,, est un homme d'État centrafricain, Premier ministre du 26 septembre 1979 au 22 août 1980.